# Марон, Джордан
Джо́рдан Ма́рон (англ. Jordan Maron; род. 10 февраля 1992, Лос-Анджелес, Калифорния), более известный как CaptainSparklez (с англ. — «Капитан Спарклз»), — американский видеоблогер, стример на видеохостинге Twitch, летсплеер и музыкант в жанре «электронной музыки». Известен тем, что играет в игру Minecraft, которая представлена на его главном YouTube-канале «CaptainSparklez» и втором канале «CaptainSparklez 2». В настоящее время, основной канал Джордана Марона находится на 437-м месте среди YouTube-каналов с самым большим количеством подписчиков. Его основной канал имеет более 11,2 млн подписчиков.
Первый YouTube-канал Марона был создан в феврале 2010 года, и имел название «ProsDONTtalkSHIT». Он включал в свои видеоролики игровой процесс из видеоигры Call of Duty: Modern Warfare 2. Позже Джордан создал свой основной канал с названием «CaptainSparklez» в июле 2010 года.
Марон является продюсером нескольких песен и музыкальных клипов на тему «Minecraft», в первую очередь — «Revenge», пародии на песню «DJ Got Us Fallin' in Love» (автором песни является американский певец Ашер), с вокалом от него самого и от TryHardNinja. Другие известные музыкальные клипы на тему «Minecraft» включают в себя его тетралогию Fallen Kingdom и TNT. На других своих YouTube-каналах Джордан также загружает видеоролики на разную тематику (например, реакции и летсплеи на различные игры).
Также, Джордан Марон является энтузиастом электронной музыки, который использует треки с лейблом «Monstercat» в своих игровых видео. Марон самостоятельно экспериментировал с музыкальным производством. 27 марта 2016 года он создал YouTube-канал с названием «Maron Music» для продвижения своей музыки, где он делится музыкой других артистов, а также своей собственной оригинальной музыкой. «Moonbeam» был первым из его треков, загруженных на канал.
Начиная с 2017 года, Джордан загружал видеоролики с его реакциями и комментариями в различные сообщества с сайта Reddit. Это привело к временному снижению контента, связанного с игрой Minecraft. В итоге Марон решил, что это не то, что любит смотреть его основная аудитория, и он решил создать канал с названием «Jordan Reacts», где продолжал загружать видео с реакциями на сообщества с сайта Reddit. Помимо этого, Джордан принял решение, что его основной канал будет полностью посвящен игре на Minecraft.
В январе 2020 года Джордан Марон анонсировал свой официальный бренд одежды «Quality Content Athletics». В течение всего 2020 года он продавал различную одежду для тренировок и образа жизни.

## Биография
Джордан Марон родился 10 февраля 1992 года в Лос-Анджелесе (Калифорния, США). Когда ему было четыре года, они вместе с матерью переехали в Санта-Барбару. Джордан учился в средней школе города Санта-Барбары, начиная с девятого класса. Затем поступил в Калифорнийский университет в Санта-Барбаре по специальности «химическая технология». В середине первого курса он решил переключиться на информатику, основываясь на своем интересе к видеоиграм. После первой четверти второго курса бросил учебу. В декабре 2011 года Джордан решил сделать видеохостинг YouTube своей постоянной работой.

## Карьера на YouTube
Джордан Марон владеет в общей сложности девятью YouTube-каналами. В настоящее время активны всего семь каналов.

### ProsDONTtalkSHIT
9 февраля 2010 года Марон создал свой первый канал под названием «ProsDONTtalkSHIT» (сокр. — «PDTS»), где в основном загружал игровые видео по игре Call of Duty: Modern Warfare 2. Когда канал «PDTS» стал набирать популярность, Джордан решил, что ему нужно менее вульгарное название.

### CaptainSparklez
20 июля 2010 года он создал новый YouTube-канал под названием «CaptainSparklez», а потом ставил канал «PDTS» неактивным.

### CaptainSparklez 2
15 мая 2015 года он создал канал под названием «CaptainSparklez 2», куда загружал неотредактированные прямые трансляции с видеохостинга Twitch, видеоролики и другой контент, который, по его мнению, не принадлежал его основному каналу.

### Maron Music
27 марта 2016 года он создал канал с названием «Maron Music» для продвижения своей музыки, где он делится музыкой других артистов, а также своей собственной оригинальной музыкой.

### Fortnite Cinema
9 февраля 2017 года Джордан Марон создал специальный канал для личных влогов. Потом создал канал с названием «Fortnite Cinema», на котором выкладывал короткометражные фильмы, созданные в компьютерной игре Fortnite Battle Royale.

### Jordan Reacts
В начале 2017 года Марон начал выкладывать на свой основной YouTube-канал видеоролики со своими реакциями на «топовые» посты сайта Reddit. Эти видео с реакциями приобрели популярность, но, в конечном счёте Джордан решил, что они не были тем, что любила смотреть его основная аудитория. В итоге, 11 августа 2018 года он создал новый канал под названием «Jordan Reacts», где он продолжал загружать видеоролики с реакциями на посты сайта Reddit. Помимо этого, Джордан принял решение, что его основной канал будет полностью посвящен игре на Minecraft.

### Jordan Games
Существует ещё один YouTube-канал Джордана Марона под названием «Jordan Games», где он загружает игровые видео, которые были бы неуместны на его основном канале.

### Популярность
В 2016 году Джордан Марон был включен в список «Forbes 30 Under 30» в категории «Игры».
В июне того же года он появился в шестом эпизоде компьютерной игры Minecraft: Story Mode.

### XREAL
Джордан Марон является основателем компании по созданию мобильных игр, под названием XREAL (совместно с Говардом Марксом, соучредителем и бывшим генеральным директором компании Activision, а также соучредителем компаний Acclaim Games и StartEngine). Компания XREAL выпустила свою игру Fortress Fury в мае 2015 года, которая набрала более 1,5 млн загрузок в течение первого месяца после запуска. Fortress Fury первоначально называлась как Fortress Fallout; однако, компания ZeniMax Media (материнская компания Bethesda Softworks), известная по серии игр Fallout, отправила письмо о прекращении и воздержании, в котором просила компанию XREAL «немедленно отказаться от заявки на Fortress Fallout, а также прекратить любое текущее или предлагаемое использование любого знака, включающего термин Fallout». Письмо было отправлено, чтобы предотвратить конкуренцию на рынке мобильных игр за их игру Fallout Shelter. Джордан Марон и юридическая компания XREAL не были проинформированы об этом, потому что Bethesda Softworks держала игру Shelter в секрете, а также не раскрывала её существование до её выхода 14 июня 2015 года.

## Дискография

### «TNT»
26 февраля 2011 года Джордан Марон выпустил своё первое музыкальное видео по теме «Minecraft» — «TNT», которое является пародией на песню британского певца Тайо Круса «Dynamite», вместе с вокалом певца TryHardNinja. В конце 2015 года видео было заблокировано по просьбе сети Марона, и заменено новым музыкальным видеороликом с оригинальной музыкой. В мае 2018 года оригинальное видео было снова разблокировано. В настоящее время — это четвёртое по популярности видео на канале Джордана Марона (с более чем 106 миллионами просмотров, что превышает количество просмотров оригинальной песни).

### «Revenge»
19 августа 2011 года Марон выпустил своё второе музыкальное видео по теме «Minecraft» — «Revenge», которое является пародией на песню американского певца Ашера «DJ Got Us Fallin' in Love». Видео набрало более 250 миллионов просмотров, что делает его самым просматриваемым видео на канале Джордана Марона, а также самым просматриваемым видео, связанным с темой «Minecraft» на видеохостинге YouTube. В конце 2015 года, вместе с песней «TNT», доступ к «Revenge» был ограничен, а затем песня была заменена новым клипом с оригинальной музыкой. В мае 2018 года, вместе с клипом «TNT» были восстановлены оригинальные видео и аудио.
В июле 2019 года, после 10-летия видеоигры Minecraft, песня получила новое внимание, как интернет-мем. Это привело к тому, что «Revenge» заняла первое место в чарте лучших песен по версии сайта Genius. Марон признал популярность песни в ноябре 2019 года, выпустив пародию на лирические клипы с сайта Genius.

### «Minecraft Style»
Джордан Марон создал пародийное видео под названием «Minecraft Style», основанное на популярной песне «Gangnam Style» от южнокорейского конферансье PSY, в котором использовались анимированные модели в стиле игры Minecraft. По данным сайта MSN, за несколько дней клип набрал более миллиона просмотров. На видео ссылались в статьях о технологиях и играх, опубликованных на сайтах NBC, Daily Telegraph, Mashable и Huffington Post. С момента загрузки, видео набрало более 17 миллионов просмотров.

### Серия «Fallen Kingdom»
Джордан Марон также известен своей серией «Fallen Kingdom», которая состоит из четырёх музыкальных клипов по теме «Minecraft». Они изображают сюжетную линию короля и его сына из вымышленного королевства во вселенной «Minecraft». Первая часть из серии была выпущена 1 апреля 2012 года. Музыка клипа представляет собой пародию на песню от британской рок-группы «Coldplay» — «Viva la Vida», текст которой был изменён в соответствии с элементами игры Minecraft, а также для того, чтобы связать его с повествованием клипа, в котором король бродит по разрушенному городу, которым он когда-то правил, перемежаясь воспоминаниями о том, что случилось с городом. В настоящее время, это видео занимает третье место по количеству просмотров на канале Джордана Марона, набрав более 122 млн просмотров.
Второе видео из серии — «Take Back the Night», было выпущено 31 августа 2013 года. Видео, набравшее более 130 млн просмотров, является вторым по популярности видео на канале Марона после «Revenge». Видео содержит титульный трек, оригинальную песню от TryHardNinja, и рассказывает о том, что случилось с сыном короля из серии. На ней изображен принц — сын короля из «Fallen Kingdom», взятый и воспитанный жителями деревни из-за отсутствия отца, а затем преследующий и побеждающий персонажа Херобрина после нападения на деревню. «Take Back The Night» — второе по популярности видео на канале Джордана.
Третье видео из серии — «Find The Pieces», было выпущено 25 апреля 2015 года. Видео в настоящее время имеет более 36 млн просмотров и является пятым по количеству просмотров видео на канале Марона. Содержит ещё одну оригинальную песню от TryHardNinja, названную как «Pieces», и является продолжением истории королевского сына, который ищет своего отца. По ходу песни он покидает свою деревню и сражается с Иссушителем. В конце клипа он воссоединяется со своим отцом.
Четвёртое и последнее видео в серии — «Dragonhearted», было выпущено 19 ноября 2016 года. В настоящее время, видео имеет более 25 млн просмотров. Также, содержит ещё одну оригинальную песню от TryHardNinja, в честь которой и названо видео, и завершает рассказ о короле и его сыне. Песня заканчивается самопожертвованием сына.

### Различные музыкальные клипы на тему «Minecraft»
27 мая 2017 года Марон выпустил музыкальное видео на песню «Rush Over Me» от групп «Seven Lions», «Illenium» и «Said the Sky» с участием вокалистки Haliene. Видео набрало более 3,2 млн просмотров.
9 сентября 2017 года Джордан выпустил видеоклип по теме «Minecraft» на песню певца Мэдисона Марса «We Are the Night» с участием вокалистки Санджаны Гхош. Клип набрал более 3,1 млн просмотров.

### «Turn It Up»
13 января 2018 года Джордан Марон выпустил клип с названием «Turn It Up», которое снова включало в себя вокал от певца TryHardNinja. В отличие от предыдущих музыкальных клипов, действия в «Turn It Up», похоже, происходят в современном городе во вселенной Minecraft.

### Музыка, выпущенная Джорданом Мароном

#### Синглы
| Год  | Название                                              |
| ---- | ----------------------------------------------------- |
| 2014 | «Work in Progress Thing That Probably Sucks, I Dunno» |
| 2016 | «Moonbeam»                                            |
| 2016 | «Once Upon a Time»                                    |
| 2017 | «Crusade»                                             |
| 2017 | «Midnight Drive»                                      |
| 2018 | «Turn It Up»                                          |

#### Ремиксы
| Год  | Название              | Исполнитель                       |
| ---- | --------------------- | --------------------------------- |
| 2016 | «Rockabye»            | Clean Bandit — Шон Пол и Анн-Мари |
| 2017 | «Take Back the Night» | TryHardNinja                      |
| 2017 | «Closer»              | The Chainsmokers — Холзи          |
| 2017 | «Stay»                | Zedd и Алессия Кара               |

### Музыка, выпущенная в качестве Избранного Исполнителя
| Год  | Название                    | Исполнитель  | Альбом     |
| ---- | --------------------------- | ------------ | ---------- |
| 2018 | «Let’s Not Talk About That» | Уитни Авалон | неизвестен |

## Награды и номинации
В 2016 году Джордан Марон был номинирован на получение награды Shorty Awards.

### Комментарии
1. 1 2  Список каналов: CaptainSparklez, CaptainSparklez 2, Fortnite Cinema, Jordan Maron, Jordan Reacts, Maron Music, Jordan Games, Jordan Lifts, SparkleShorts.